# Lista de chefes de Estado da Mongólia
Esta é uma lista de chefes de Estado da Mongólia desde a proclamação da República Popular da Mongólia. Compreende os líderes da República Popular da Mongólia e os presidentes da atual Mongólia.
Com a Revolução mongol de 1921, foi fundada a República Popular da Mongólia em 26 de novembro de 1924, um estado socialista unipartidário alinhado a União Soviética. Desta data até 12 de fevereiro de 1992, a Mongólia teve 12 chefes de Estado, além de quatro governos interinos.
No dia 12 de fevereiro de 1992, entrou em vigor uma nova Constituição, que instituiu uma república semipresidencialista, com eleições presidenciais diretas e universais. Desde então, a atual Mongólia teve 6 presidentes, sendo Ukhnaagiin Khürelsükh o atual presidente, eleito em 2021.
| Nº                            | Chefe de Estado               | Retrato                       | Mandato                                         | Partido                       |
| República Popular da Mongólia | República Popular da Mongólia | República Popular da Mongólia | República Popular da Mongólia                   | República Popular da Mongólia |
| ----------------------------- | ----------------------------- | ----------------------------- | ----------------------------------------------- | ----------------------------- |
| 1                             | Navaandorjiin Jadambaa        |                               | 28 de novembro de 1924 — 29 de novembro de 1924 | PRPM                          |
| 2                             | Peljidiin Genden              |                               | 29 de novembro de 1924 — 16 de novembro de 1927 | PRPM                          |
| 3                             | Jamtsangiin Damdinsüren       |                               | 16 de novembro de 1927 — 24 de janeiro de 1929  | PRPM                          |
| 4                             | Khorloogiin Choibalsan        |                               | 24 de janeiro de 1929 — 27 de abril de 1930     | PRPM                          |
| 5                             | Losolyn Laagan                |                               | 27 de abril de 1930 — 2 de julho de 1932        | PRPM                          |
| 6                             | Anandyn Amar                  |                               | 2 de julho de 1932 — 22 de março de 1936        | PRPM                          |
| 7                             | Dansranbilegiin Dogsom        |                               | 22 de março de 1936 — 9 de julho de 1939        | PRPM                          |
| 8                             | Gonchigiin Bumtsend           |                               | 6 de julho de 1940 — 23 de setembro de 1963     | PRPM                          |
| —                             | Sükhbaataryn Yanjmaa          |                               | 23 de setembro de 1963 — 7 de julho de 1964     | PRPM                          |
| 9                             | Jamsrangiin Sambuu            |                               | 7 de julho de 1964 — 21 de meio de 1972         | PRPM                          |
| —                             | Tsagaanlamyn Dügersüren       |                               | 21 de maio de 1972 — 29 de junho de 1972        | PRPM                          |
| —                             | Sonomyn Luvsan                |                               | 29 de junho de 1972 — 23 de agosto de 1984      | PRPM                          |
| 10                            | Yumjaagiin Tsedenbal          |                               | 11 de junho de 1974 — 23 de agosto de 1984      | PRPM                          |
| —                             | Nyamyn Jagvaral               |                               | 23 de agosto de 1984 — 21 de março de 1990      | PRPM                          |
| 11                            | Jambyn Batmönkh               |                               | 12 de dezembro de 1984 — 21 de março de 1990    | PRPM                          |
| 12                            | Punsalmaagiin Ochirbat        |                               | 21 de março de 1990 — 12 de fevereiro de 1992   | PRPM                          |
| Mongólia                      |                               |                               |                                                 |                               |
| (12)                          | Punsalmaagiin Ochirbat        |                               | 12 de fevereiro de 1992 — 20 de junho de 1997   | PRPM                          |
| (12)                          | Punsalmaagiin Ochirbat        | PSDM                          | 12 de fevereiro de 1992 — 20 de junho de 1997   |                               |
| 13                            | Natsagiin Bagabandi           |                               | 20 de junho de 1997 — 24 de junho de 2005       | PPM                           |
| 14                            | Nambaryn Enkhbayar            |                               | 24 de junho de 2005 — 18 de junho de 2009       | PPM                           |
| 15                            | Tsakhiagiin Elbegdorj         |                               | 18 de junho de 2009 — 10 de julho de 2017       | PD                            |
| 16                            | Khaltmaagiin Battulga         |                               | 10 de julho de 2017 — 25 de junho de 2021       | PD                            |
| 17                            | Ukhnaagiin Khürelsükh         |                               | 25 de junho de 2021 — atualidade                | PPM                           |